# Laurel und Hardy: They Go Boom

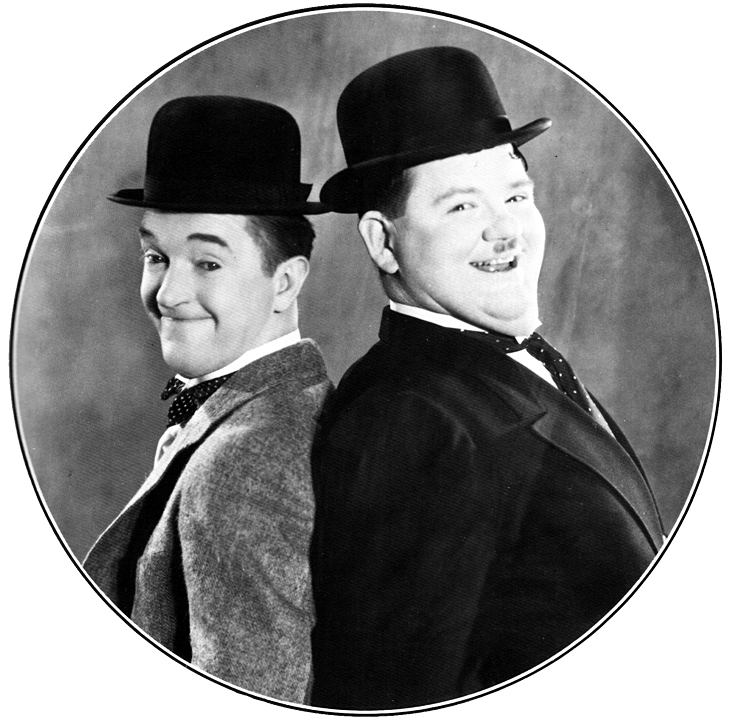
Laurel und Hardy

They Go Boom (deutsch: Das feuchte Hotelbett / Zum Verrücktwerden / Ein explosives Krankenlager) ist eine US-amerikanische Kurzfilm-Komödie aus dem Jahre 1929 mit dem Komikerduo Stan Laurel und Oliver Hardy in den Hauptrollen.

## Handlung
Hardy geht es schlecht und Laurel diagnostiziert seine Beschwerden als Schnupfen.
Zu Beginn schlafen die Jungs fest im Bett. Hardy hustet leise und Laurel schnarcht. Als Hardy von seinem Husten aufwacht, hört er Laurels urkomisches Schnarchen.
Mit dem Schlaf ist es für beide vorbei, als Hardy gewaltig niesen muss, so dass das Rollo des Fensters hochschießt und laut herumwirbelt. Von nun an stehen Hardys massive Niesanfälle im Mittelpunkt des Geschehens. Seine nächsten beiden Nieser führen einerseits dazu, dass das Rollo wieder hochschießt und komplett vom Fensterrahmen fällt und andererseits dazu, dass das Bild, das über dem Kopfende des Bettes hängt, von der Wand fällt und direkt auf Hardys Kopf landet.
"Warum hörst du nicht auf zu niesen?", fragt Stan. "Da haben wir’s! Kein Mitleid", erwidert Ollie, "und ich sterbe wahrscheinlich an einer Lungenentzündung!"
Laurels immer wieder scheiternde Versuche, Hardy zu bemuttern, machen den Großteil des restlichen Films aus. Ein geplatztes Rohr spritzt Wasser über Hardy, während der im Bett liegt; Laurel stolpert, wobei er einen Eimer Wasser über Hardy schüttet, und Laurel schafft es, Hardy ständig mit vielerlei anderem Unfug zu malträtieren.

## Kommentare
"Trotz des Titels ist They Go Boom! keine explosive Laurel & Hardy-Komödie - zumindest nicht im Vergleich zu ihren eigenen hohen Standards! Aber fairerweise muss man sagen, dass der Film seine lustigen Momente hat, wie man es erwarten würde, wenn die Herren Laurel, Hardy und Charlie Hall wieder einmal gegeneinander antreten." The Laurel & Hardy Blog
„Ihr am meisten unterschätzter früher Tonfilm, vielleicht weil er nicht oft gesehen wird. Eine einfache Situation, eine schäbige Wohnung, jede Menge Lacher. Wenn die frühen Tonfilme umständlich waren, dann ist dieser hier der richtige Ansatz. Es ist [...] eine Aneinanderreihung von einfachen Gags in Großaufnahme, die alle funktionieren, solange die Kamera in die allgemeine Richtung gerichtet ist.
Dieser Film hat etwas von der traurigen Atmosphäre, die man im späteren Below Zero findet, und der musiklose Soundtrack unterstreicht diese Gefühle nur, aber wie bei Below Zero verleiht die Atmosphäre einem ansonsten durchschnittlichen Kurzfilm eine gewisse Schärfe.
Es ist ein klaustrophobischer Film, der sich in einem kleinen Raum abspielt, mit ein paar kurzen Szenen in der Küche, aber das ist kein Nachteil. Es fühlt sich an, als würde es ein sich langsam bewegender, lebloser Kurzfilm werden, aber er überrascht immer wieder. Gerade wenn man denkt, dass es ein bisschen zu langsam wird, gibt es einen tollen Gag, wie Stan, der mit dem Wassereimer stolpert und Ollie durchnässt. Es sind nur Stan, Ollie, ein Vermieter, ein Bett, eine Küche und zwei Fenster, und doch ist das irgendwie genug, um immer wieder mit lustigen Gags und Situationen aufzuwarten.
They Go Boom beweist, dass selbst um 3 Uhr morgens nichts in Mr. Hardys Welt in Ordnung ist.“ John Larrabee, John V. Brennan in: Laurel and Hardy Central
"Es gibt einige Bilder, in denen They Go Boom! seinem Namen alle Ehre macht, da die entscheidende Explosion [der mit Luft gefüllten Matratze des Bettes] nur aus einem dumpfen Knall und einigen isolierten Geräuschen besteht. Blackhawk Films hatte den Film einige Zeit im Verleih, bevor sie sich entschlossen, einen überzeugenderen Effekt nach zu synchronisieren, der in den heutigen Kopien enthalten ist." Glenn Mitchell
"Stattliche zwanzig Minuten mit gelegentlichem leichtem Lachen." Dave Lord Heath

## Trivia
- Während der Dreharbeiten zu diesem Film reichte Oliver Hardys Frau Myrtle die Scheidung von ihm ein.
- Der Ton während der Eröffnungsszene mit Stan und Ollie im Bett macht deutlich, wie primitiv das noch neue Experiment der Tonaufnahme ist. Während Stans Szene ähnelt der Ton fast einem Trommelwirbel, und wenn sich das Bild zu Hardy wendet, ist ein deutliches Summen auf der Tonspur zu hören.
- Der einleitende Zwischentitel behauptet, es sei 3 Uhr morgens. Während der Eröffnungsszene zeigt der Wecker auf dem Schrank jedoch an, dass es fünf Minuten vor 2 ist.
- Die gesamten zwanzig Minuten spielen sich im Schlafzimmer und in der Küche ab, ohne weitere Schnittbilder.[4]

Frühe Tonfilm-Slapstick-Komödie von Laurel und Hardy, die als einer ihrer verlorenen Filme gefunden und restauriert wurde.
Der Film kommt bis auf das Intro vollständig ohne musikalische Untermalung aus. Stattdessen sorgen zahlreiche grotesk überzeichnete Geräuscheffekte für die passende Begleitung der zahlreichen Slapsticks.